# Mara (organizzazione criminale)
La Mara o marabunta è il nome di un tipo di banda criminale nata negli Stati Uniti e che poi si è diffusa a El Salvador, in Honduras e in Guatemala.

## Attività
Le attività illecite delle Mara vanno dal traffico di armi, furto d'auto, furto, traffico di droga, estorsione, traffico di esseri umani, furto d'identità, gioco d'azzardo illegale, immigrazione illegale, sequestro, riciclaggio di denaro, prostituzione e vandalismo.

## Riti
Tra i segni di riconoscimenti che ci sono in uso all'interno delle Mara è l'uso di avere tatuaggi come segno della propria affiliazione Frasi come "La vida por las maras" o "the life for the gang" sono molto comuni tra queste bande.

## Mara
Tra le Mara più famose:
- Mara Salvatrucha
- Calle 18